# Economía del Imperio de Brasil

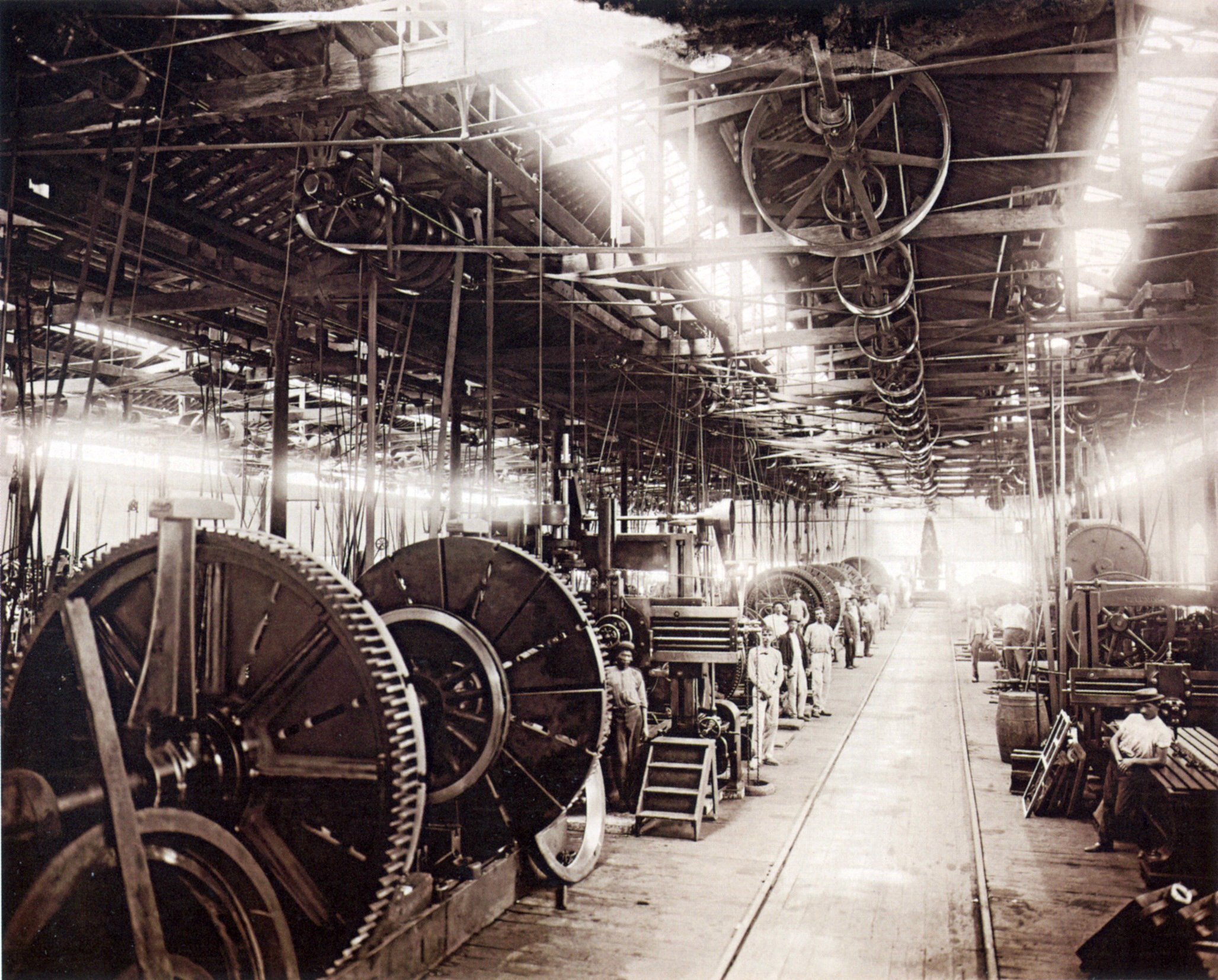
Fábrica en Brasil del año 1880.

La Economía del Imperio de Brasil se centró en la exportación de materias primas cuando el país se independizó en 1822. El mercado interno era pequeño, debido a la falta de crédito y la auto sostenibilidad casi completa de las ciudades, pueblos y granjas que se dedicaban a la producción de alimentos y la ganadería. Durante la primera mitad del siglo XIX, el gobierno imperial realizó una gran inversión en la mejora de las carreteras al tiempo que conservaba un excelente sistema de puertos. Lo primero facilitó un mejor intercambio comercial y comunicación entre las regiones distantes del país; este último hizo lo mismo con el comercio internacional.
La economía brasileña estaba extremadamente diversificada en el período posterior a la Independencia, pero se requirió un gran esfuerzo del gobierno monárquico para llevar a cabo el cambio de un sistema económico puramente colonial basado en la esclavitud a un sistema capitalista moderno. Hasta su final, la monarquía continuó el notable crecimiento económico que comenzó con la llegada en 1808, del príncipe regente Juan VI de Portugal. Esto fue causado, en parte, por el liberalismo adoptado por sucesivos gabinetes gubernamentales hasta 1889 que favoreció la iniciativa privada.

## Economía

### Moneda
La unidad monetaria bajo el Imperio y hasta 1942, era el réis real ("reais " plural en portugués), un nombre derivado del real portugués. Por lo general, se llamaba milréis y se escribía como 1$000. Un mil milréis (1:000$000) era conocido como conto de réis Un conto de réis estaba representado por el símbolo R escrito antes del valor y por un signo de dólar que separa el grupo de unidades (inferior a 1.000 réis ). Así, 350 réis se escribieron como "Rs 350"; 1,712 réis como "Rs 1$712"; y 1.020.800 réis, fue escrito como "Rs 1:020$800". Esto significa que los dos puntos funcionaron como coma de millones y el signo $ como coma de miles; los dos puntos son el separador de grupo real, y el signo $ se usa únicamente para separar el grupo más pequeño de unidades.

### Visión general
Para un país sin capital financiero, la mejora económica requeriría la mayor inversión posible en la producción para la exportación. Sin embargo, tal curso se complicó por la falta casi total de productos manufacturados brasileños. Esta falta comportó un aumento considerable en la importación, creando un déficit en la balanza de pagos continuo. Entre las importaciones más destacadas se encuentran los tejidos, vinos, jabones, comestibles y perfumes, entre otros. Hasta la década de 1850, artículos como carbón, maquinaria, cemento y hierro. Los productos de hierro y herramientas de hierro representaron el 11% de las importaciones brasileñas desde Gran Bretaña. Pero el proceso de industrialización constante de Brasil aumentaría este porcentaje al 28% en 1889.
A medida que pasaban las décadas, aparecieron nuevas tecnologías y, con el aumento de la productividad interna, las exportaciones aumentaron considerablemente, haciendo posible alcanzar el equilibrio deseado en la balanza comercial. Durante la década de 1820, el azúcar representó alrededor del 30% de las exportaciones totales, mientras que el algodón representó el 21%, el café el 18% y el cuero y las pieles el 14%. Veinte años después, el café alcanzaría el 42%, el azúcar el 27%, el cuero y las pieles el 9% y el algodón el 8% de las exportaciones totales. Sin embargo, esto no significó una reducción en la producción de ninguno de estos artículos, de hecho, ocurrió lo contrario, sino que «reflejó una diferencia en el crecimiento relativo de estos sectores». En este período de solo veinte años, según el historiador Boris Fausto, «las exportaciones brasileñas se duplicaron en volumen y se triplicaron en valor nominal», mientras que su valor en libras esterlinas aumentó en más del 40%.

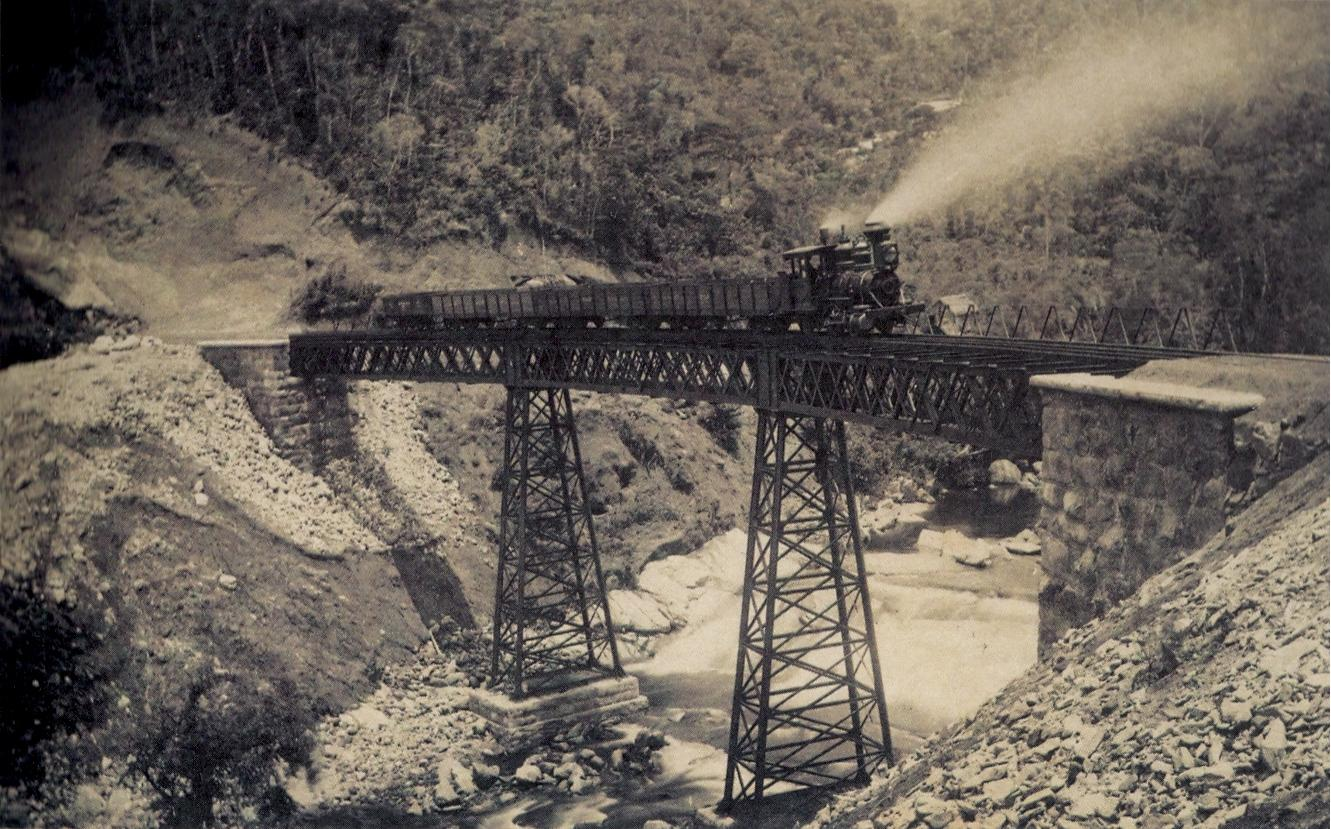
Ferrocarril en Petrópolis, 1885. La llegada de los trenes permitió que el transporte de carga se volviera menos oneroso y mucho más rápido, disminuyendo considerablemente los costos de producción.

En la década de 1820, Brasil exportó 11,000 toneladas de cacao, mientras que en 1880 aumentó a 73,500 toneladas. Entre 1821 y 1825, exportó 41,174 toneladas de azúcar y luego alcanzó el increíble nivel de 238,074 toneladas entre 1881 y 1885. Hasta 1850 la producción de caucho era insignificante, pero entre 1881 y 1890 alcanzó el tercer lugar entre las exportaciones brasileñas. Era de aproximadamente de 81 toneladas entre 1827 y 1830, y llegó a 1,632 toneladas en 1852. En 1900, el país había exportado 24,301,452 toneladas de caucho. Brasil también exportó alrededor de 3,377,000 toneladas de café entre 1821 y 1860, mientras que entre 1861 y 1889 llegó a 6.804.000 toneladas. La innovación tecnológica también contribuyó al crecimiento de las exportaciones. La razón principal fue la adopción de la navegación a vapor y los ferrocarriles, lo que permitió que el transporte de cargas se volviera mucho menos oneroso y mucho más rápido. La primera línea de ferrocarril con únicamente 15 kilómetros se abrió el 30 de abril de 1854, cuando muchos países europeos no tenían ni una. En 1868 había 718 kilómetros en líneas de ferrocarriles, y para el final del Imperio en 1889 creció a 9,200, mientras que otros 9,000 kilómetros estaban en construcción.
El valor absoluto de las exportaciones del Imperio en 1850 fue el más alto de América Latina (el triple del de Argentina, que se ubicó en el cuarto lugar); Brasil mantendría esta posición a este respecto y en términos económicos generales hasta el final de la monarquía. El comercio internacional de Brasil, es decir, la suma de sus importaciones y exportaciones, ascendió a un valor total de Rs 79.000:000$000 entre 1834 y 1839 y aumentó cada año hasta alcanzar Rs 472.000:000$000 en 1886 (un crecimiento anual de 3.88% desde 1839). En 1859 la balanza de pagos, entre las importaciones y las exportaciones alcanza el equilibrio; las exportaciones aumentan gradualmente en relación con las importaciones, y la balanza comercial del Imperio se vuelve consistentemente positiva a partir de 1865. Después de 1874, la balanza de pagos se vuelve claramente favorable. La mayoría de las exportaciones brasileñas eran productos agrícolas. A modo de comparación, entre 1850 y 1900 los productos agrícolas constituyeron entre el 73% y el 83% de las exportaciones totales de los Estados Unidos. El crecimiento económico se percibió en el producto interno bruto (PIB) brasileño, que de alrededor de 50.000:000$000 en 1840, alcanzó una cifra de 500.000:000$000 en 1889 (una increíble tasa de crecimiento anual de 4.81% desde 1840). El crecimiento económico brasileño, especialmente después de 1850, se comparó como «muy bien» con el de Estados Unidos y los países europeos, según el historiador Boris Fausto. Brasil en el último año de la monarquía fue un país"«próspero y respetado [internacionalmente]», según el historiador Oliveira Lima. El historiador Heitor Lyra escribió que:

El Imperio, desde el punto de vista del progreso y desarrollo material del país, no fue un período de atraso y estancamiento con el que todavía hoy cargan muchos de los que no quieren trabajar para aprender y conocer mejor este período de nuestra historia. Y la verdad es que Brasil fue, de hecho, y con justicia, en este y otros aspectos, la primera Nación de América Latina. Esta hegemonía la mantendría hasta el último día de la monarquía.

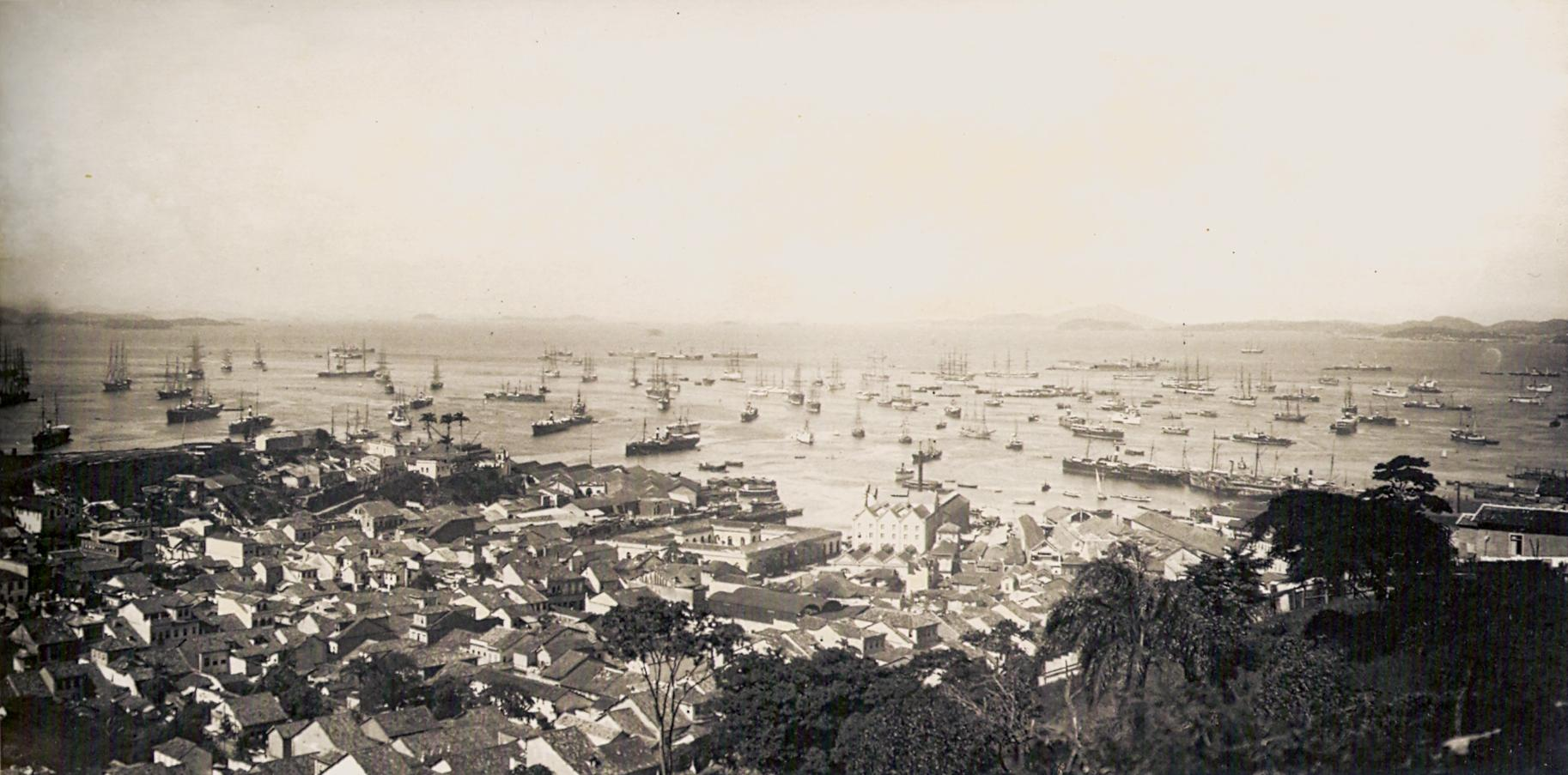
Vista desde el centro de la ciudad de Río de Janeiro, 1889. El comercio internacional creció 3.88% anual en el transcurso de 47 años.

El ingreso per cápita de Brasil en 1880 fue similar al de los Estados Unidos, y en 1890 fue de 770 $ (en dólares estadounidenses de 1990). Para dar una idea del potencial económico del país durante el Imperio, si «pudo mantener el nivel de productividad alcanzado en 1780 y logró aumentar las exportaciones a un ritmo igual al verificado en la segunda mitad. del siglo XIX, su ingreso per cápita en 1950 sería comparable al ingreso per cápita promedio de los países de Europa occidental, y el país no se habría quedado tan atrás de los demás».[35Es decir, a comienzos de la segunda mitad del siglo XX, el país no únicamente sería más rico, y el pueblo brasileño habría tenido un nivel de vida mucho más alto del que realmente prevalecía en ese momento. Según João de Scantimburgo, lo que «obstaculizó el progreso político, social y económico de Brasil fue la Primera República [que comenzó a fines de 1889], y sus consecuencias se extendieron hacia el futuro».
La desastrosa política financiera del primer gobierno republicano provocó un estancamiento económico que duró desde 1890 hasta 1930. El Imperio de Brasil tenía un PIB casi 40% más alto que el de Argentina en 1890 ($ 11 billones en comparación con $ 7 billones en 1990 US dólares). Para 1913, Argentina tenía la cuarta economía más grande del mundo, un PIB per cápita igual a Alemania y los Países Bajos y más alto que España, Italia, Suecia y Suiza, y su PIB era 31% más alto de Brasil ($ 29 billones en comparación con $ 20 billones). La economía brasileña alcanzaría a la economía argentina  en la década de 1940, más de 50 años después del final de la monarquía.
| Bienes de exportación y porcentaje de participación por década |       |        |         |        |                |       |       |
| Años                                                           | Café  | Azúcar | Algodón | Caucho | Cuero y pieles | Otros | Total |
| 1821–1830                                                      | 18,4% | 30,1%  | 20,6%   | 0,1%   | 13,6%          | 17,2% | 100%  |
| 1831–1840                                                      | 43,8% | 24,1%  | 10,8%   | 0,3%   | 7,9%           | 13,2% | 100%  |
| 1841–1850                                                      | 41,4% | 26,7%  | 7,5%    | 0,4%   | 8,5%           | 15,5% | 100%  |
| 1851–1860                                                      | 48,8% | 21,2%  | 6,2%    | 2,3%   | 7,2%           | 6,0%  | 100%  |
| 1861–1870                                                      | 45,5% | 12,3%  | 18,3%   | 3,1%   | 6,0%           | 14,8% | 100%  |
| 1871–1880                                                      | 56,6% | 11,8%  | 9,5%    | 5,5%   | 5,6%           | 11,0% | 100%  |
| 1881–1890                                                      | 61,5% | 9,9%   | 4,2%    | 8,0%   | 3,2%           | 13,2% | 100%  |

### Agricultura
La agricultura tuvo un papel extremadamente importante en Brasil bajo el Imperio: el 80% de la fuerza laboral estaba dedicada al sector primario, el 13% al sector terciario y el 7% al sector secundario. En el área rural del país, la agricultura fue realizada por los propios productores —es decir, sin el uso de esclavos—, abasteciendo el mercado local. En las regiones del norte y noreste, el algodón se cultivaba y las fincas pequeñas y medianas producían alimentos para la subsistencia y para los mercados locales. Las grandes distancias elevaron el costo del transporte, junto con los impuestos por el tránsito interprovincial de mercancías, restringieron considerablemente la capacidad de distribución de los productores de los sectores relacionados con el mercado interno.
| Año     | Cacao (toneladas exportadas)  |
| ------- | ----------------------------- |
| 1820s   | 11,000 toneladas              |
| 1880    | 73,500 toneladas              |
| Año     | Caucho (toneladas exportadas) |
| 1827    | 81 toneladas                  |
| 1852    | 1,632 toneladas               |
| 1900    | 24,301,452 toneladas          |
| Año     | Café (toneladas exportadas)   |
| 1821–60 | 3,377,000 toneladas           |
| 1861–89 | 6,804,000 toneladas           |
| Año     | Azúcar (toneladas exportadas) |
| 1821–25 | 41,174 toneladas              |
| 1881–85 | 238,074 toneladas             |

En la región sureste, la producción de café que al comienzo del Brasil independiente representaba únicamente el 3% de las exportaciones comenzó a ser más importante para la economía brasileña con cada década que pasaba, principalmente debido al aumento extraordinario de consumidores en el mercado internacional. Las fincas de cafetales eran prácticamente autosuficientes: no producían únicamente café, sino también alimentos y ropa para los esclavos, lo que impedía la aparición de sectores económicos para atender esos mercados. Sin embargo, la supresión de la importación de esclavos en 1850 —y el consiguiente aumento del precio de los esclavos— obligó a los productores a concentrarse en el mantenimiento de la mano de obra, en detrimento de la autosostenibilidad. Buscaban medios para limitar los crecientes costos de producción.

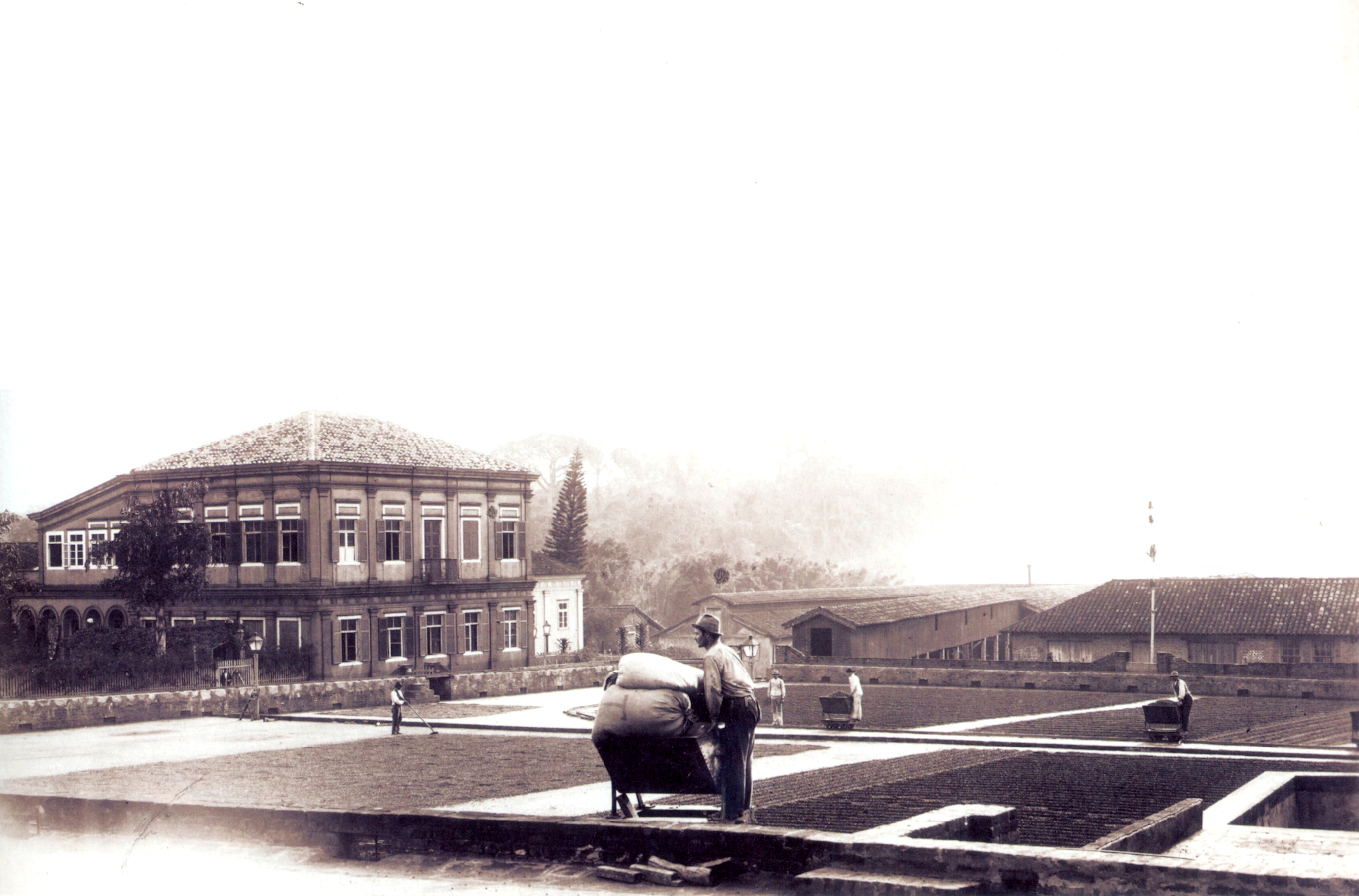
Granja en la provincia de São Paulo, en 1880. Los productores agrícolas buscaron modernizar sus empresas para mantener la competitividad en el comercio internacional.

Para seguir siendo competitivos en el mercado internacional, los productores agrícolas modernizaron la producción con ayuda gubernamental, adoptando innovaciones técnicas. En el norte y noreste del país, se establecieron grandes centros llamados engenhos centrais («motores centrales») para el procesamiento del azúcar de caña, que revolucionó la economía tradicional. Estas plantas llegaron a ocupar el lugar de las antiguas fábricas de caña de azúcar que databan de la época colonial, industrializando efectivamente el sector.
En las regiones de plantaciones de café, los productores hicieron la transición de la mano de obra esclava a la pagada, con la absorción de los inmigrantes extranjeros que llegaban a miles cada año y de los antiguos esclavos. Los beneficios fueron muchos, pero el principal fue la reducción del costo de producción, ya que el sustento de los esclavos reveló que era más costoso que el pago de los salarios de los trabajadores libres. La provincia de São Paulo fue la que mejor alcanzó el éxito al pasar del antiguo sistema económico de esclavitud al moderno sistema económico capitalista. La provincia de Río de Janeiro sin embargo, se reveló incapaz de asimilar las nuevas tendencias del mercado, prefiriendo mantener la mano de obra del esclavo hasta el final, lo que finalmente causó su colapso económico al final del Imperio.

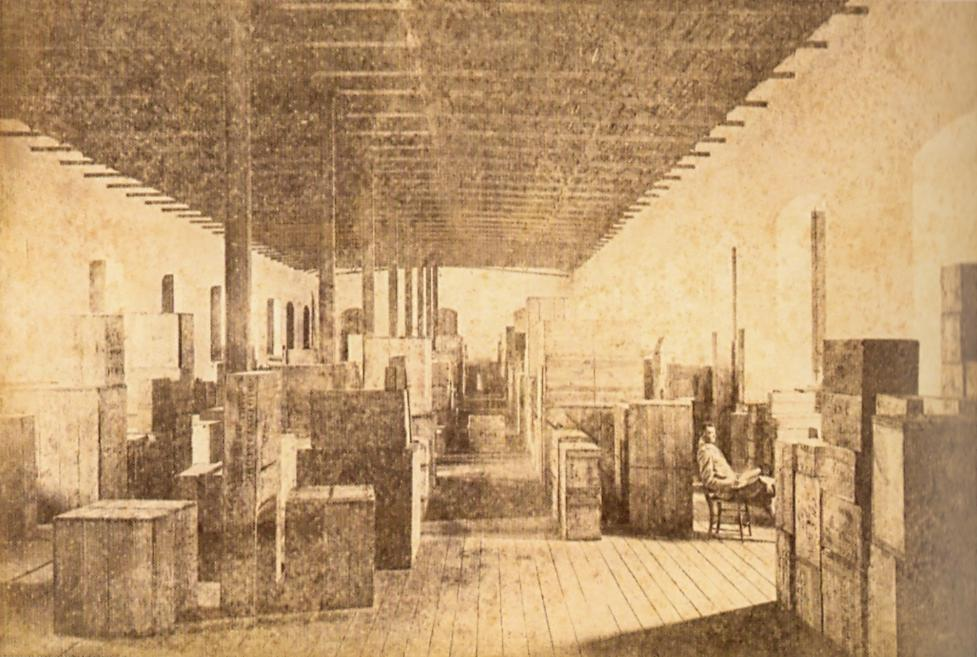
Almacén de aduanas en la ciudad de Belém en el estado del Pará, cerca 1870.

El gobierno imperial no se limitó a facilitar el crédito para la compra de equipos modernos o la llegada de inmigrantes, sino también disminuyó varios impuestos para colaborar con el esfuerzo de modernización de la producción agrícola del país. Una de estas medidas se produjo en 1874 cuando el gabinete Río Branco ajustó la tasa impositiva del 40% para todos los productos importados —que estimularían la producción nacional—, al mismo tiempo que creaba impuestos para las importaciones relacionadas con las plantas, semillas, raíces, bulbos y aparatos mecánicos con el fin de desarrollar la agricultura.

### Industria

#### Orígenes

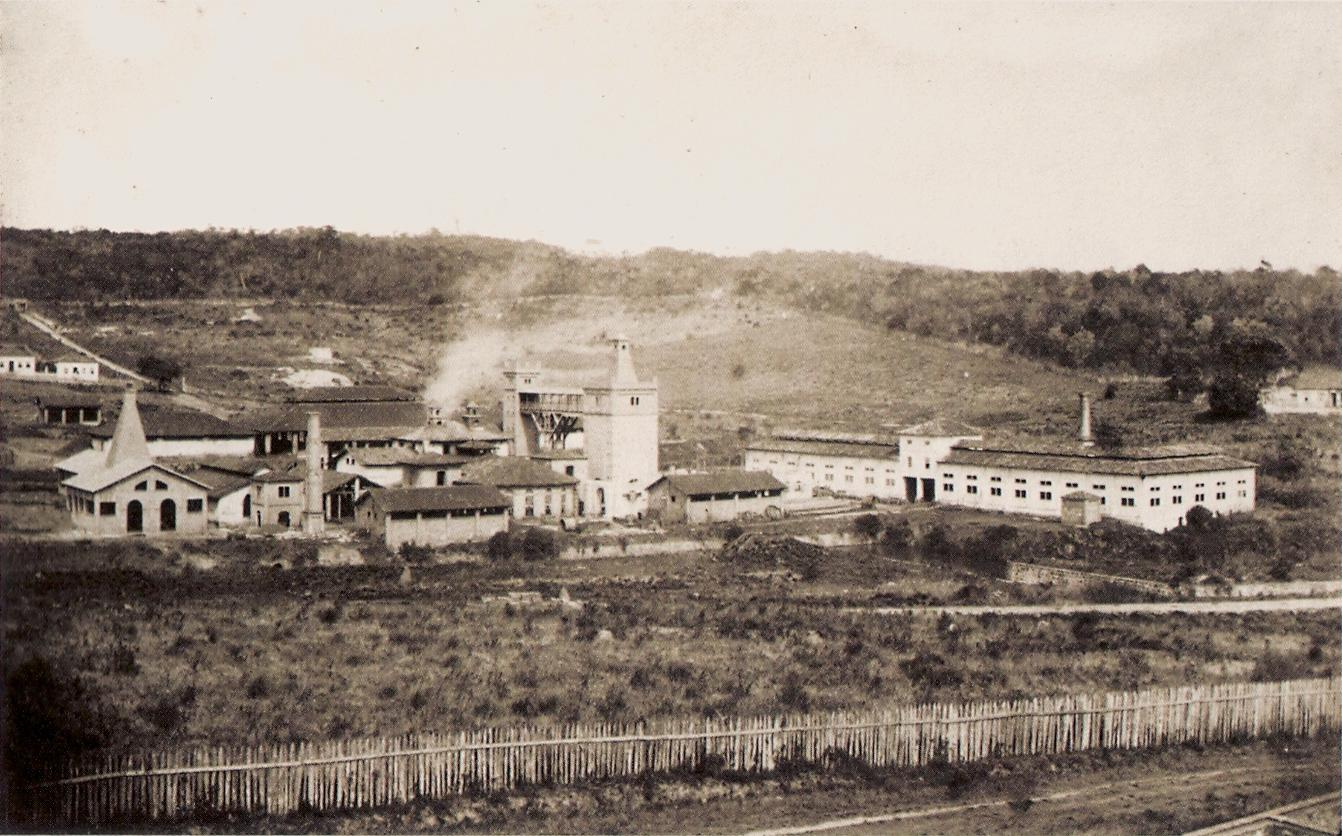
Fundición de São João de Ipanema en Sorocaba, provincia de São Paulo, 1884.

La industria brasileña data de principios del siglo XIX a través de talleres. Los establecimientos surgieron en su mayoría en el sudeste brasileño —sobre todo en las provincias de Río de Janeiro, Minas Gerais y, más tarde, en São Paulo—, pero también en el nordeste del país en Pernambuco y en Bahía. Cerca de 77 establecimientos registrados entre 1808 y 1840 fueron clasificados como «fábricas» o «manufactura». Sin embargo, la mayor parte, cerca de 56 establecimientos, en realidad encajaban en la categoría de «talleres artesanales» y estaban orientados a las ramas de jabón y velas de sebo, tabaco, hilado y tejido, alimentos, fundición de hierro y metales, lana y seda, entre otros. Utilizaban como mano de obra tanto trabajadores libres como también esclavos.
Hubo veinte establecimientos que podrían considerarse fabricantes , y de este total, trece se crearon entre los años 1831 y 1840. Sin embargo, todos eran pequeños y más parecidos a grandes talleres que a fábricas. Aun así, los productos manufacturados eran bastante diversos: sombreros, peines, herrería y aserraderos, hilados y tejidos, jabón y velas, vasos, alfombras, aceite , etc. Probablemente debido a la inestabilidad del período de regencia, únicamente nueve de estos establecimientos todavía funcionaban en 1841, pero estos nueve eran de gran tamaño y podía considerarse «presagiar una nueva era para las manufacturas». La llegada de la manufactura real antes de la década de 1840 fue extremadamente limitada, debido a la autosuficiencia de las regiones del país —principalmente granjas que producían café y caña de azúcar, que producían su propia comida, ropa, equipo, etc.—, la falta de capital y los altos costos de producción hacían imposible que los fabricantes nacionales compitieran con productos extranjeros. Los costos fueron altos porque la mayoría de las materias primas se importaron, aunque algunas de las fábricas ya usaban máquinas.

#### Crecimiento
La promulgación de la tarifa de Alves Branco modificaría esta imagen. Esta tarifa logró aumentar los ingresos del Estado y estimular el crecimiento de la industria nacional. La repentina proliferación de capital se dirigió a inversiones en las áreas de servicios urbanos, transportes, comercio, bancos, industrias, etc. La mayor parte del capital invertido en industrias se dirigió al ramo textil. Con un crecimiento industrial sin precedentes, aparecieron varios establecimientos de manufactura, dedicados a productos tan diversos como la fusión de hierro y metal, maquinaria, jabón y velas, vasos, cerveza, vinagre, galones de oro y plata, zapatos, sombreros y tejidos de algodón.
Uno de los principales establecimientos creados en este período fue la fábrica metalúrgica Ponta da Areia, en la ciudad de Niterói, que también construyó barcos de vapor. Es probable que la industria textil se beneficiara más por la virtud de ser la más antigua del país. Apareció por primera vez en 1826, en la ciudad de Recife, capital de la provincia de Pernambuco. El sector textil fue bastante dinámico en el período monárquico y recibió grandes inversiones hasta 1890, cuando entró en declive. Se produjeron varias modernizaciones, principalmente entre 1840 y 1860, cuando se crearon fábricas con un alto nivel de capacidad tecnológica, capaces de competir con otros centros internacionales importantes. Otras mejoras se produjeron con el establecimiento de fábricas y forjas orientadas a la producción de equipos y piezas para la fabricación de textiles. Además, la ropa confeccionada es un importante grupo de productos básicos en las exportaciones brasileñas de la industria textil y de la confección, su participación es de 742 millones $, o el 35% del volumen total de productos manufacturados exportados. La concentración de la industria que surgió en la provincia de Bahía expandió considerablemente su alcance económico, llegando al sur de Ceará, Piauí e incluso en Minas Gerais.

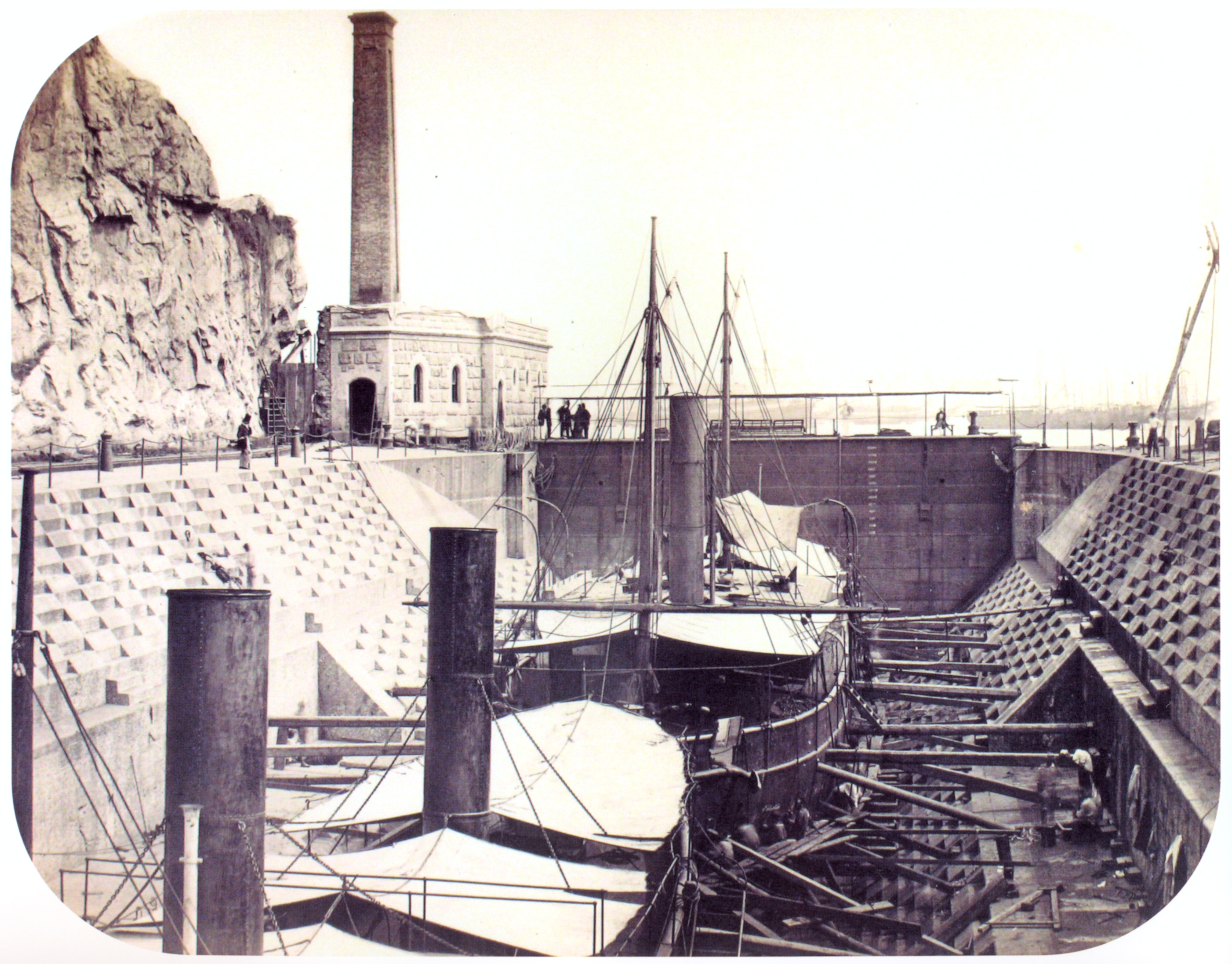
Astillero en la ciudad de Río de Janeiro, c.1862.

La extinción del tráfico de esclavos africanos en 1850, contrariamente a lo que muchos autores alegan, no «liberó» el crédito para el desarrollo industrial. Esa afirmación no tiene base documental alguna. Por el contrario, el capital empleado en el comercio ya se había dirigido a sectores tales como empresas de servicios urbanos, transporte, banca y comercio. Pero es posible que haya una contribución indirecta al crecimiento del sector industrial a través de préstamos bancarios. En 1850, había 50 fábricas con un capital de al menos Rs 7.000:000$000.
El gobierno imperial creó varios incentivos para la industrialización del país. El más antiguo de estos data del reinado de Pedro I de Brasil y IV de Portugal, a través de premios de subvenciones del gobierno. El primer establecimiento que recibió una subvención de este tipo fue la Fábrica das Chitas, dedicada al papel y la impresión, por decreto del 26 de junio de 1826. La práctica se reanudó en la década de 1840, cuando los nuevos establecimientos industriales recibieron subvenciones. En 1857, siete fábricas se beneficiaron de esta práctica de incentivos, entre ellas, la Ponta da Areia mencionada anteriormente y que fue propiedad de Irineu Evangelista de Sousa. Uno de los criterios para otorgar estos subsidios fue el empleo exclusivo de trabajadores libres. El objetivo, entonces, no era únicamente la transición del antiguo sistema económico colonial al de los capitalistas modernos, sino también del trabajo esclavo a la libertad. Surgieron otros incentivos, como el decreto del 8 de agosto de 1846, que eximía a los productos manufacturados de ciertos impuestos de transporte —tanto internos como externos—, que protegía del reclutamiento militar a un número determinado de empleados de establecimientos industriales y eliminaba los aranceles sobre partes y maquinaria importada para textiles. Al año siguiente, en junio, un nuevo decreto estableció que todos los establecimientos industriales en suelo nacional estarían libres de impuestos sobre las materias primas importadas. Por lo tanto, los costos de producción de la industria nacional disminuyeron considerablemente, lo que permitió competir con productos extranjeros. El arancel de Alves Branco fue modificado en 1857, reduciendo al 15% el impuesto sobre los productos importados. Más tarde, bajo el gabinete de Rio Branco a principios de la década de 1870, el arancel sobre los productos extranjeros se incrementó al 60% y las nuevas materias primas quedaron exentas de los impuestos de importación.

#### Expansión

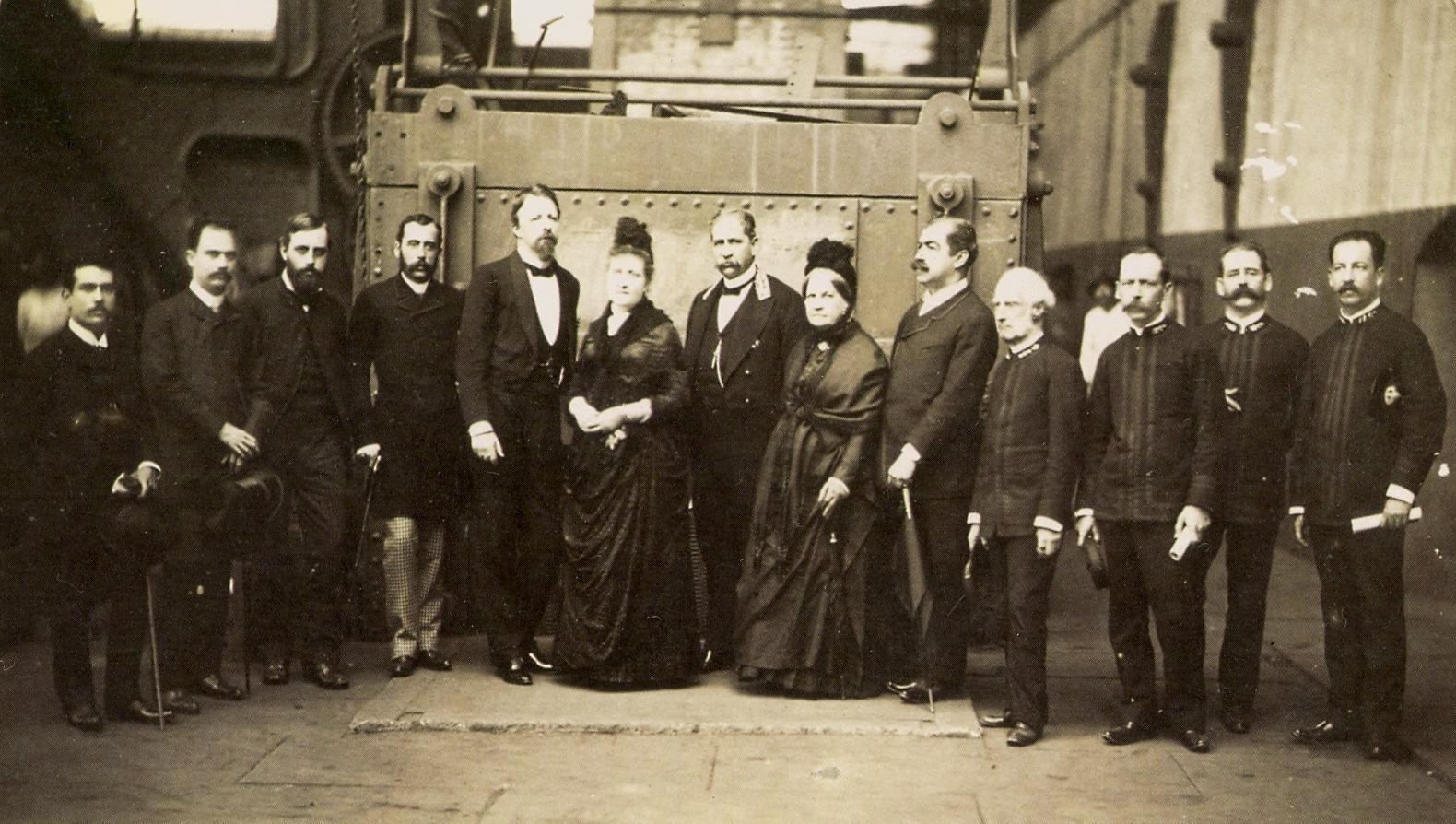
[El príncipe Gastón de Orleans, conde de Eu y la princesa Isabel de Brasil, junto con los funcionarios que visitaron la planta dedicada a la fabricación de armas militares, 1886.

A fines de la década de 1860, se produjo una nueva oleada industrial causada por dos conflictos armados: la guerra civil estadounidense y la guerra paraguaya. Debido a lo primero, la producción estadounidense de algodón se vio interrumpida por el bloqueo de las fuerzas de la Unión contra la Confederación. El segundo conflicto resultó en la emisión de moneda y un aumento en los aranceles de importación para cubrir los costos de la guerra. Esto dio lugar a un gran estímulo no únicamente para la industria textil, sino también para otros sectores, como productos químicos, cigarros, vidrio, papel, cuero e instrumentos ópticos y náuticos. Durante la década de 1870, gracias al declive de la región cafetera del valle del Paraíba en algunas áreas de la producción de azúcar, muchos propietarios de plantaciones invirtieron en la industria textil del algodón y también en otros sectores manufactureros. El despliegue de una red ferroviaria en todo el territorio nacional también estimuló el surgimiento de nuevas actividades industriales, principalmente en São Paulo. La industria también experimentó un gran impulso en este período. A partir de la década de 1870, la gran expansión de la industrialización se convirtió en una constante en Brasil. En 1866, había nueve fábricas textiles con 795 trabajadores. En 1881, había 46 fábricas textiles a través del país: 12 en Bahía; 11 en Río de Janeiro; 9 en São Paulo; 9 en Minas Gerais; y 5 en otras provincias. El número de establecimientos disminuyó un poco en 1885 a 42 fábricas textiles con 3,172 trabajadores. Sin embargo, no perjudicó el crecimiento general del sector hasta 1889.
En 1880 se estableció la Asociación Industrial, con su primera junta elegida al año siguiente. La Asociación apoyó nuevos incentivos industriales y propaganda contra los defensores de un Brasil esencialmente agrícola. El 9.6% del capital de la economía brasileña estaba dirigido hacia la industria en 1884, y en 1885, el 11.2%. Esta cifra se redujo drásticamente durante el período republicano, cayendo al 5% entre 1895 y 1899, y mejorando ligeramente al 6% entre 1900 y 1904. Sin embargo, llevaría muchos años volver al nivel que prevaleció durante el Imperio. En el momento de su caída en 1889, el Brasil monárquico tenía 636 fábricas —lo que representa una tasa de incremento anual de 6.74% desde 1850— con un capital de Rs 401.630: 600 $ 000 (tasa de crecimiento anual de 10.94% desde 1850). De esta cantidad, el 60% estaba empleado en el sector textil, el 15% en alimentos, el 10% en el producto químico , el 4% en madera , el 3,5% en ropa y el 3% en metalurgia.